# George megye
George megye az Amerikai Egyesült Államokban, azon belül Mississippi államban található. Megyeszékhelye és legnagyobb városa Lucedale. Lakosainak száma 24 350 fő (2020. április 1.). George megye Greene, Jackson, Perry, Stone és Mobile megyékkel határos.

## Népesség
A megye népességének változása:
| Lakosok száma | 22 658 | 22 805 | 22 885 | 23 159 | 23 373 | 24 350 |
|               | 2010   | 2011   | 2012   | 2013   | 2015   | 2020   |